# Brachionopus tristis
Brachionopus tristis é uma espécie de aranha pertencente à família Theraphosidae.